# Baccano!
Baccano! (バッカーノ！ Bakkāno!?) es una serie de novelas ligeras japonesas escritas por Ryohgo Narita e ilustradas por Katsumi Enami. La historia, a menudo contada desde múltiples puntos de vista, está ambientada en su mayor parte dentro de un Estados Unidos ficticio durante varios períodos de tiempo, sobre todo en la época de la ley seca. Se centra en varios personajes, entre los cuales se encuentran mafiosos, ladrones, matones y alquimistas, que no están conectados entre sí. En el Manhattan de 1930, los personajes empiezan a cruzarse, desencadenando acontecimientos que poco a poco se van descontrolando.
La primera novela ligera de la serie, "The Rolling Bootlegs", fue galardonada con el Premio de Oro del noveno Premio Dengeki de Novela otorgado por ASCII Media Works en 2002, tras alcanzar el tercer lugar. Posteriormente "The Rolling Bootlegs" fue publicada en febrero del 2003 bajo el sello editorial de Dengeki Bunko de ASCII Media Works (anteriormente MediaWorks). En agosto de 2016 fue publicada la novela ligera "1935-D Luckstreet Boys". En su semana de lanzamiento alcanzó el 10.º puesto de ventas en los rankings japoneses. Hasta ahora se han publicado veintidós novelas.
Las novelas fueron adaptadas a una serie de anime para televisión de dieciséis episodios dirigida por Takahiro Omori y producida por Brain's Base y Aniplex. Los primeros trece episodios se emitieron en WOWOW desde el 26 de julio de 2007 hasta el 1 de noviembre de 2007; los tres últimos se emitieron directamente en deuvedés (OVA). 
La serie también fue adaptada en un manga de dos volúmenes, un videojuego de aventuras para Nintendo DS y dos cedés de drama. Una novela adicional fue lanzada con el primer cedé de drama y dos novelas gaiden fueron lanzadas en partes con los deuvedés de la adaptación del animé.

## Argumento
A finales de los años 20 en Chicago, el tren transcontinental, Flying Pussyfoot, comienza su legendario viaje que dejará un rastro de sangre por todo el país. Al mismo tiempo en Nueva York, el ambicioso científico Szilard Quates y su poco dispuesta ayudante Ennis, buscan las botellas perdidas del elixir de la inmortalidad. Además, la guerra entre los grupos mafiosos se está agravando. A bordo del Advena Avis, en 1711, los alquimistas están a punto de aprender el precio de la inmortalidad.

## Personajes principales
En el orden del secuencia de apertura:
- Isaac Dian (アイザック・ディアン, Aizakku Dian)
- Miria Harvent (ミリア・ハーヴェント, Miria Hāvento)
- Firo Prochainezo (フィーロ・プロシェンツォ, Fīro Puroshentso)
- Maiza Avaro (マイザー・アヴァーロ, Maizā Avāro)
- Keith Gandor (キース・ガンドール, Kīsu Gandōru)
- Berga Gandor (ベルガ・ガンドール, Beruga Gandōru)
- Luck Gandor (ラック・ガンドール, Rakku Gandōru)
- Szilard Quates (セラード・クェーツ, Serādo Kwētsu)
- Ennis (エニス, Enisu)
- Claire Stanfield (クレア・スタンフィールド, Kurea Sutanfīrudo)
- Lua Klein (ルーア・クライン, Rūa Kurain)
- Ladd Russo (ラッド・ルッソ, Raddo Russo)
- Chane Laforet (シャーネ・ラフォレット, Shāne Raforetto)
- Nice Holystone (ニース・ホーリーストーン, Nīsu Hōrīsutōn)
- Jacuzzi Splot (ジャグジー・スプロット, Jagujī Supurotto)
- Eve Genoard (イブ・ジェノアード, Ibu Jenoādo)
- Dallas Genoard (ダラス・ジェノアード, Darasu Jenoādo)
- Czeslaw Meyer (チェスワフ・メイエル, Chesuwafu Meieru)

## Anime
Una adaptación en anime fue producida por Brain's Base, dirigido por Takahiro Omori, y se comenzó a emitir en Japón el 26 de julio de 2007. En América Latina empezó a emitirse el 8 de julio del 2009 de la mano de Cityvibe.

## Episodios del anime y las tres OVA
A continuación la lista:
1. "El subdirector se niega a discutir la posibilidad de ser el protagonista" ("Fukushachō wa Jishin ga Shuyaku de aru Kanōsei ni tsuite Kataranai")
2. "Al margen del desasosiego de la anciana, el tren transcontinental Flying Pussyfoot parte" ("Rōfujin no Fuan o Yoso ni Furaingu Pusshīfutto Go wa Shuppatsu Suru")
3. "Randy y Pezzo están ocupados con los preparativos de la fiesta" ("Randi to Petcho wa Pāti no Junbi de Isogashii")
4. "Ladd Russo se lo pasa en grande parloteando y asesinando" ("Raddo Russo wa Ōini Katari Ōini Satsuriku o Tanoshimu")
5. "Jacuzzi Splot llora y tiembla de miedo mientras muestra osadía" ("Jagujī Supurotto wa Naite Obiete Banyū o Furū")
6. "El Corre Raíles continúa su sigilosa masacre dentro del tren" ("Reiru Toreisa wa Shanai o Anyaku shi Gyakusatsu o Kurikaesu")
7. "Todo comenzó a bordo del Advena Avis" ("Subete wa Adowena Awisu Go no Senjō kara Hajimaru")
8. "Isaac y Miria reparten felicidad sin advertirlo" ("Aizakku to Miria wa Wareshirazu Shui ni Kōfuku o Makichirasu")
9. "Claire Stanfield cumple su trabajo diligentemente" ("Kurea Sutanfīrudo wa Chūjitsu no Shokumu o Suikō suru")
10. "Czeslaw Meyer teme la sombra del inmortal y duda sobre sus planes" ("Chesuwafu Meieru wa Fushimono no Kage ni Obie Sakuryaku o Meguraseru")
11. "Chane Laforet permanece en silencio ante los dos enigmáticos individuos" ("Shāne Raforetto wa Futari no Kaijin o Mae ni Chinmoku suru")
12. "Firo y los hermanos Gandor son salvajemente acribillados" ("Fīro to Gandōru San Kyōdai wa Kyōdan ni Taoreru")
13. "Tanto los inmortales como los que no lo son disfrutan de la vida igualmente" ("Fushimono Mosō de nai Mono mo Hitoshi Nami ni Jinsei o Ōka suru")

OVA
1. "Graham Spector y su amor y paz" ("Gurahamu Supekutā no Ai to Heiwa")
2. "Los jóvenes pandilleros que llegan a la zona residencial de lujo siguen igual que siempre" ("Kōkyū Jūtakugai ni Tadoritsuita Furyō Shōnentachi wa sore demo Itsumo to Kawaranai")
3. "Carol cae en la cuenta de que esta historia no puede tener final" ("Monogatari ni Owari ga Atte wa Naranai koto o Kyaroru wa Satotta")

## Reparto
El siguiente fue el reparto tanto del anime como del OVA:
| Personaje               | Seiyū Original (Japón) | Actor de voz (EE. UU.)                             | Actor de voz (Francia) | Actor de voz (Colombia) |
| ----------------------- | ---------------------- | -------------------------------------------------- | ---------------------- | ----------------------- |
| Isaac Dian              | Masaya Onosaka         | J. Michael Tatum                                   | Marc Wihlem            | John Leguizamo          |
| Miria Harvent           | Sayaka Aoki            | Caitlin Glass                                      | Sandra Vandroux        | Lorena Barrero          |
| Firo Prochainezo        | Hiroyuki Yoshino       | Todd Haberkorn                                     | Justine Hostekint      | Melanie Henriquez       |
| Maiza Avaro             | Mitsuru Miyamoto       | Sean Hennigan                                      | Laurent Pasquier       | Paolo Parsol            |
| Berga Gandor            | Kenta Miyake           | Phil Parsons                                       |                        |                         |
| Luck Gandor             | Takehito Koyasu        | Jason Liebrecht                                    |                        |                         |
| Szilard Quates          | Kinryū Arimoto         | R Bruce Elliott                                    |                        |                         |
| Ennis                   | Sanae Kobayashi        | Brina Palencia                                     | Sandra Vandroux        |                         |
| Claire "Vino" Stanfield | Masakazu Morita        | Jerry Jewell                                       |                        |                         |
| Lua Klein               | Eri Yasui              | Carrie Savage                                      | Sarah Cornibert        |                         |
| Ladd Russo              | Keiji Fujiwara         | Bryan Massey                                       |                        |                         |
| Chane Laforet           | Ryō Hirohashi          | Monica Rial                                        |                        |                         |
| Nice Holystone          | Yū Kobayashi           | Colleen Clinkenbeard                               | Sarah Cornibert        |                         |
| Jacuzzi Splot           | Daisuke Sakaguchi      | Joel McDonald Anastasia Munoz (pequeño)            | Damien Laquet          |                         |
| Eve Genoard             | Marina Inoue           | Jad Saxton                                         | Amandine Longeac       |                         |
| Dallas Genoard          | Atsushi Imaruoka       | Ian Sinclair (FUNimation) Michael Pizzuto (Animax) | Julien Dutel           |                         |
| Czeslaw Meyer           | Akemi Kanda            | Maxey Whitehead                                    | Elise Gamet            |                         |
| Carol                   | Chiwa Saitō            | Kristin Sutton                                     |                        |                         |
| Gustave St. Germain     | Norio Wakamoto         | Kent Williams                                      | Julien Dutel           |                         |
| Chic Jefferson          | Kappei Yamaguchi       | Adam Dapkus                                        |                        |                         |
| Rachel                  | Shizuka Itō            | Trina Nishimura                                    | Sarah Cornibert        |                         |
| Huey Laforet            | Susumu Chiba           | Eric Vale                                          |                        |                         |
| Graham Spector          | Tomokazu Sugita        | Chris Patton                                       |                        |                         |

## Banda sonora
Intro
"Guns 'n Roses" por Paradise Lunch (episodios 1/13).
Final
"Calling" por Kaori Oda (episodios 1/12).